# Leucanthemum coronopifolium
La margherita montana (nome scientifico Leucanthemum coronopifolium  Vill., 1779) è una specie di pianta angiosperma dicotiledone della famiglia delle Asteraceae (sottofamiglia Asteroideae, tribù Anthemideae (Mediterranean clade) e sottotribù Leucantheminae).

## Etimologia
Il nome generico latino (Leucanthemum) deriva dal greco antico λευκάνθεμον?, leukánthemon, "fiore bianco", a sua volta da λευκός, leukós, "bianco" e ἄνθεμον, ánthemon, "fiore" e fa ovviamente riferimento al colore dei fiori. L'epiteto specifico (coronopifolium) indica che la pianta di questa voce ha le foglie simili a quelle della Plantago coronopus.
Il nome scientifico della specie è stato definito dal botanico Domínique Villars (1745-1814) nella pubblicazione " Prospectus de l'Histoire des Plantes de Dauphiné" (  Prosp. Hist. Pl. Dauphiné 32 ) del 1779.

## Descrizione
Portamento. La specie di questa voce è una erbacea con un ciclo biologico perenne. L'indumento è assente o formato da peli basifissi. La forma biologica è emicriptofita scaposa (H scap), ossia in generale sono piante erbacee, a ciclo biologico perenne, con gemme svernanti al livello del suolo e protette dalla lettiera o dalla neve e sono dotate di un asse fiorale eretto e spesso privo di foglie.
Radici. Le radici sono secondarie a partire dal rizoma (può essere strisciante). Le radici solitamente hanno una punta rossa.
Fusto. Sono piante alte fino a 2-6 dm.
- Parte ipogea: la parte sotterranea consiste in un rizoma (di solito con apice arrossato).
- Parte epigea: la parte aerea del fusto è eretta, ascendente e poco ramosa.

Foglie. Le foglie sono sia basali (formano delle rosette) che caulinari. Quelle basali sono picciolate, quella caulinari sono sessili e amplessicauli. Lungo il fusto sono disposte in modo alterno. La forma è diversa a seconda della posizione delle foglie lungo il fusto (ma anche della specie); in tutti i casi sono profondamente dentate:
- foglie cauline basali (compresa la rosetta basale): hanno delle forme da obovate a oblunghe, spatolate o ovali con lamina di tipo da pennato-lobata a pennatifida, pennato-patita o pennatosetta;
- foglie cauline medie e superiori: hanno una forma da oblanceolata, oblunga a ovata; la lamina è 2-pennatosetta.

Infiorescenza. Le sinflorescenze sono formate da capolini solitari o in lassi corimbi. Le infiorescenze vere e proprie sono composte da un capolino terminale peduncolato di tipo radiato (raramente discoide). I capolini sono formati da un involucro, con forme da emisferiche/campanulate a meniscoidi, composto da 35-60 brattee, al cui interno un ricettacolo fa da base ai fiori di due tipi: fiori del raggio e fiori del disco. Le brattee, a consistenza erbacea, con forme da ovate a lanceolate, con margini membranosi, quasi scariosi e di colore scuro, sono disposte in modo più o meno embricato su più serie (da 3 a 5). Il ricettacolo, piano-convesso, è privo di pagliette. Diametro dei capolini: 3-6,5 cm.
Fiori.  I fiori sono tetra-ciclici (formati cioè da 4 verticilli: calice – corolla – androceo – gineceo) e pentameri (calice e corolla formati da 5 elementi). Si distinguono in:
- fiori del raggio (esterni): da 13 a 34 per capolino, sono femminili, fertili e sono disposti su una serie; la forma è ligulata (zigomorfa); a volte possono mancare o essere sterili;
- fiori del disco (centrali): sono più numerosi  (da 120 a 200) con forme brevemente tubulose (attinomorfe); sono ermafroditi (o funzionalmente maschili).

- Formula fiorale:

*/x K {\displaystyle \infty }, [C (5), A (5)], G 2 (infero), achenio
- Calice: i sepali del calice sono ridotti ad una coroncina di squame.
- Corolla:

- fiori del raggio: la forma della corolla alla base è più o meno tubulosa-imbutiforme, mentre all'apice è ligulata; la ligula può terminare con alcuni denti; il colore è bianco (tendente al rosato in fase di essiccazione);
- fiori del disco: la forma è tubulare bruscamente divaricata in 4-5 lobi; i lobi, patenti o eretti, hanno una forma deltata o più o meno lanceolata; i colori sono giallo e rosso.

- Androceo: l'androceo è formato da 5 stami (alternati ai lobi della corolla) sorretti da filamenti generalmente liberi a forma di balaustra; gli stami sono connati e formano un manicotto circondante lo stilo. Le antere possono essere sia di tipo basifissa che medifissa. Il tessuto endoteciale (rivestimento interno dell'antera) non è polarizzato. Il polline è sferico con un diametro medio di circa 25 micron;  è tricolporato (con tre aperture sia di tipo a fessura che tipo isodiametrica o poro) ed è echinato (con punte sporgenti).
- Gineceo: l'ovario è infero uniloculare formato da 2 carpelli. Lo stilo (il recettore del polline) è profondamente bifido (con due stigmi divergenti) e con le linee stigmatiche marginali separate o contigue. I due bracci dello stilo hanno una forma troncata e possono essere papillosi o ricoperti da ciuffi di peli.
- Antesi: da giugno a settembre.

Frutti. I frutti sono degli acheni ovali, bislunghi, neri e rigati di bianco: ai lati sono presenti 10 coste contenenti cellule micillaginifere e canali resiniferi. Tutti gli acheni sono più o meno coronati.

## Biologia
Impollinazione: tramite insetti (impollinazione entomogama tramite farfalle diurne e notturne).

Riproduzione: la fecondazione avviene fondamentalmente tramite l'impollinazione dei fiori.

Dispersione: i semi cadono a terra e vengono dispersi soprattutto da insetti come formiche (disseminazione mirmecoria). Un altro tipo di dispersione è zoocoria: gli uncini delle brattee dell'involucro (se presenti) si agganciano ai peli degli animali di passaggio che portano così i semi anche su lunghe distanze. Inoltre per merito del pappo (se presente) il vento può trasportare i semi anche per alcuni chilometri (disseminazione anemocora).

## Distribuzione e habitat
Geoelemento: il tipo corologico (area di origine) è  Subendemica.

Distribuzione: in Italia questa specie si trova comunemente nelle Alpi occidentali; negli Appennini è più rara.

Habitat: l'habitat tipico per queste piante sono i pendii e i prati sassosi.

Distribuzione altitudinale: sui rilievi alpini, in Italia, queste piante si possono trovare fino a quote comprese tra 1500 e 2700 m s.l.m..

## Sistematica
La famiglia di appartenenza di questa voce (Asteraceae o Compositae, nomen conservandum) probabilmente originaria del Sud America, è la più numerosa del mondo vegetale, comprende oltre 23.000 specie distribuite su 1.535 generi, oppure 22.750 specie e 1.530 generi secondo altre fonti (una delle checklist più aggiornata elenca fino a 1.679 generi). La famiglia attualmente (2021) è divisa in 16 sottofamiglie; la sottofamiglia Asteroideae è una di queste e rappresenta l'evoluzione più recente di tutta la famiglia.

### Filogenesi
Il gruppo di questa voce è descritto nella tribù Anthemideae, una delle 21 tribù della sottofamiglia Asteroideae). In base alle ultime ricerche nella tribù sono stati individuati (provvisoriamente) 4 principali lignaggi (o cladi): "Southern hemisphere grade", "Asian-southern African grade", "Eurasian grade" e "Mediterranean clade". Il genere Leucanthemum (insieme alla sottotribù Leucantheminae) è incluso nel clade Mediterranean clade.
Nella pubblicazione "Flora d'Italia" le specie di Leucanthemum della flora spontanea italiana sono suddivise in tre gruppi: 1) piante con capolini con solo fiori tubolosi; 2) piante con capolini con fiori ligulati e acheni del disco senza corona; 3) piante con capolini con fiori ligulati e acheni del disco pappo a corona. La specie di questa voce appartiene al terzo gruppo. In particolare fa parte del "Complesso Leucanthemum atratum" la cui specie principale (Leucanthemum atratum (Jacq.) DC.) è presente solamente in Austria.
Il complesso di L. atratum è caratterizzato da una distribuzione "alpico-dinarico-appenninica" con piante a foglie cauline ben sviluppate, dentate o 1-2-pennatifide, con acheni dei fiori del disco provvisti di pappo a corona e quello dei fiori del raggio parzialmente sviluppato. Le piante di questo gruppo, verso le latitudini più basse, presentano un graduale aumento delle dimensioni delle foglie con segmenti più fitti, sottili e più lunghi.
I caratteri distintivi della specie  Leucanthemum coronopifolium sono:
- i capolini sono di tipo radiato;
- le foglie cauline variano da dentate a pennatopartite e i segmenti laterali non sono mai più lunghi della parte centrale indivisa della foglia (rachide);
- gli acheni dei fiori tubulosi alla sommità hanno un pappo a corona.

Il numero cromosomico delle specie di questa voce è: 2n = 54 (esaploide).

### Variabilità
Per questa specie sono riconosciute le seguenti sottospecie:
- Leucanthemum coronopifolium subsp. ceratophylloides  (All.) Vogt & Greuter, 2003 - Distribuzione: Italia e Francia
- Leucanthemum coronopifolium subsp. coronopifolium - Distribuzione: Italia e Francia
- Leucanthemum coronopifolium subsp. tenuifolium  (Guss.) Vogt & Greuter - Distribuzione: Italia

Descrizione delle sottospecie.
Sottospecie coronopifolium
- Nome comune: margherita montana.

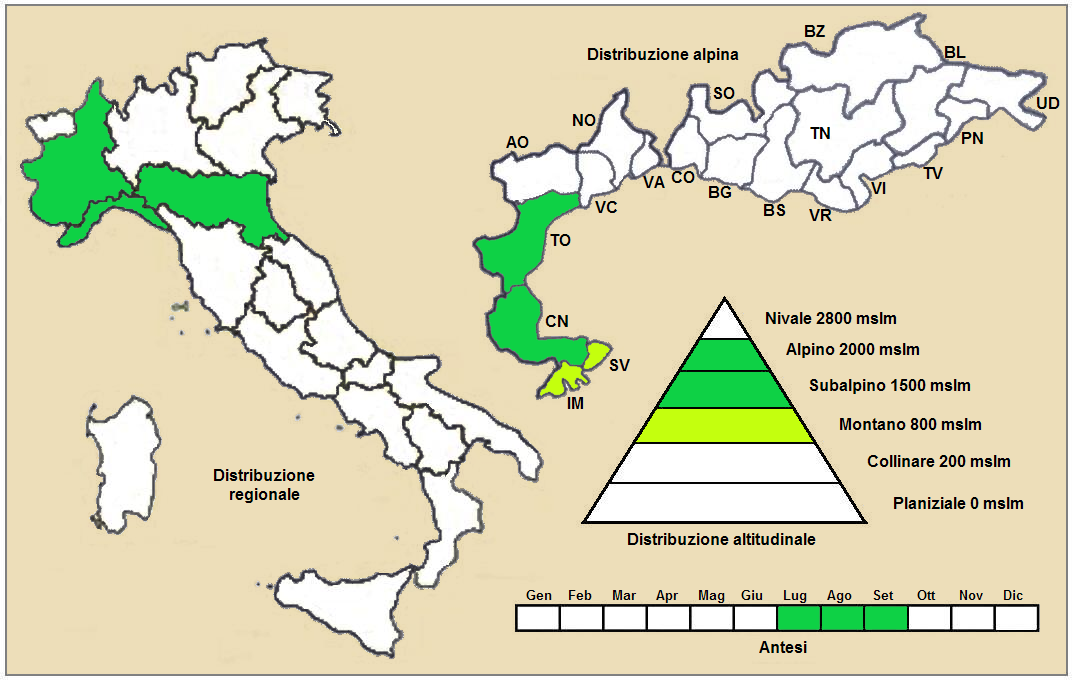
Distribuzione della sottospecie coronopifolium (Distribuzione regionale – Distribuzione alpina)

- Descrizione: queste piante sono alte 2-4 dm; i fusti sono ginocchiati alla base; le foglie basali e cauline inferiori hanno delle lamine con forme da obovate a oblunghe lungamente cuneate e di tipo pennato con segmenti dentellati; le foglie superiori sono pennate con segmenti uguali (o meno) alla larghezza della rachide; il diametro dei capolini è di 3-5,5 cm; i margini delle brattee sono nerastri; gli acheni sono tutti con corona (lunghezza degli acheni: 2,5-3 mm).
- Corologia: il tipo corologico (area di origine) è  Subendemico o anche Ovest Alpico
- Distribuzione: si trova comunemente nelle Alpi occidentali comprese le aree francesi limitrofe.
- Habitat: l'habitat tipico sono le rupi e i pendii sassosi su calcare. Il substrato preferito è calcareo/siliceo ma anche siliceo con pH neutro, bassi valori nutrizionali del terreno che deve essere mediamente umido.
- Distribuzione altitudinale: da 1600 a 2700 metri; nelle Alpi frequentano quindi i seguenti piani vegetazionali: alpino, subalpino e in parte quello montano.
- Fioritura: da luglio a settembre.
- Fitosociologia: dal punto di vista fitosociologico alpino la presente sottospecie appartiene alla seguente comunità vegetale:

Formazione: delle comunità delle fessure, delle rupi e dei ghiaioni
Classe: Thlaspietea rotundifolii
Ordine: Thlaspietalia rotundifolii
Sottospecie ceratophylloides

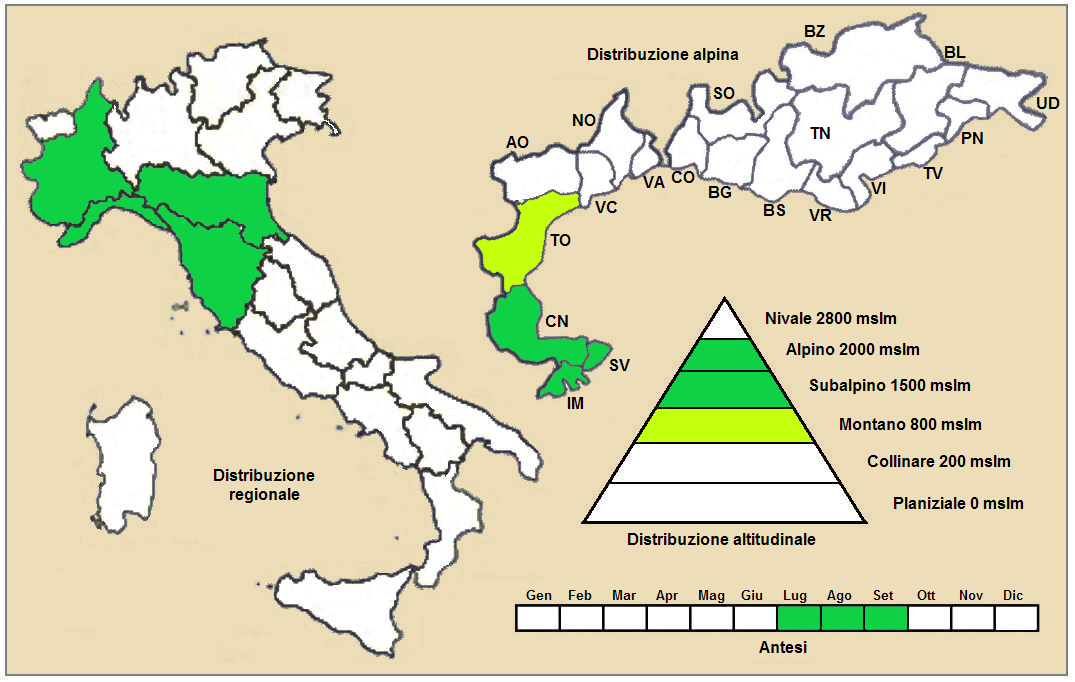
Distribuzione della sottospecie ceratophylloides (Distribuzione regionale – Distribuzione alpina)

- Nome comune: margherita laciniata.
- Descrizione: queste piante sono alte 25-50 cm; i fusti sono eretti; le foglie inferiori sono picciolate con lamine pennatosette e lacinie semplici o divise larghe appena un po' meno della rachide; il diametro dei capolini è di 3-5,5 cm; i margini delle brattee, con forme ottuse, sono nerastri; gli acheni sono tutti con corona (lunghezza degli acheni: 2,9-3,3 mm).
- Corologia: il tipo corologico (area di origine) è  Subendemico o anche Ovest Alpico / Appenninico
- Distribuzione: si trova raramente nelle Alpi occidentali, Alpi Apuane e Appennini fino all'Umbria.
- Habitat: l'habitat tipico sono i pendii sassosi. Il substrato preferito è calcareo con pH basico, bassi valori nutrizionali del terreno che deve essere mediamente umido.
- Distribuzione altitudinale: da 1500 a 2400 metri; nelle Alpi frequentano quindi i seguenti piani vegetazionali: alpino, subalpino e in parte quello montano.
- Fioritura: da luglio a settembre.
- Fitosociologia: dal punto di vista fitosociologico alpino la presente sottospecie appartiene alla seguente comunità vegetale:

Formazione: delle comunità delle fessure, delle rupi e dei ghiaioni
Classe: Thlaspietea rotundifolii
Ordine: Thlaspietalia rotundifolii
Sottospecie tenuifolium
- Descrizione: queste piante sono alte 3-6 dm; i fusti sono molti e semplici; le foglie hanno delle forme spatolate-pennatifide con lacinie semplici o divise larghe quanto la rachide: il diametro dei capolini è di 3,5-6,5 cm; i margini delle brattee, con forme spatolate, sono bruno-nerastri; gli acheni sono tutti con corona.
- Corologia: il tipo corologico (area di origine) è  Endemico.
- Distribuzione: si trova raramente solamente negli Appennini.
- Habitat: l'habitat tipico sono i prati sassosi e ghiaioni su calcare.
- Distribuzione altitudinale: da 1500 a 2400 metri.
- Fioritura: da giugno a agosto.

### Sinonimi
Sono elencati alcuni sinonimi per questa entità:
- Chrysanthemum coronopifolium (Vill.) Vill.
- Leucanthemum atratum subsp. coronopifolium  (Vill.) Horvatić